# Laçın
Laçın, örmény nevén Berdzor (örményül: Բերդձոր) város Azerbajdzsánban, a Laçıni járás központja. 1992-től 2022-ig a szakadár, Hegyi-Karabah Köztársaság megszállása alatt, a Kasatag régió része volt, de a korábbi Hegyi-Karabah autonóm területén kívül helyezkedett el. 2022-ben a háromoldalú békeszerződés keretében visszakerült Azerbajdzsánhoz.

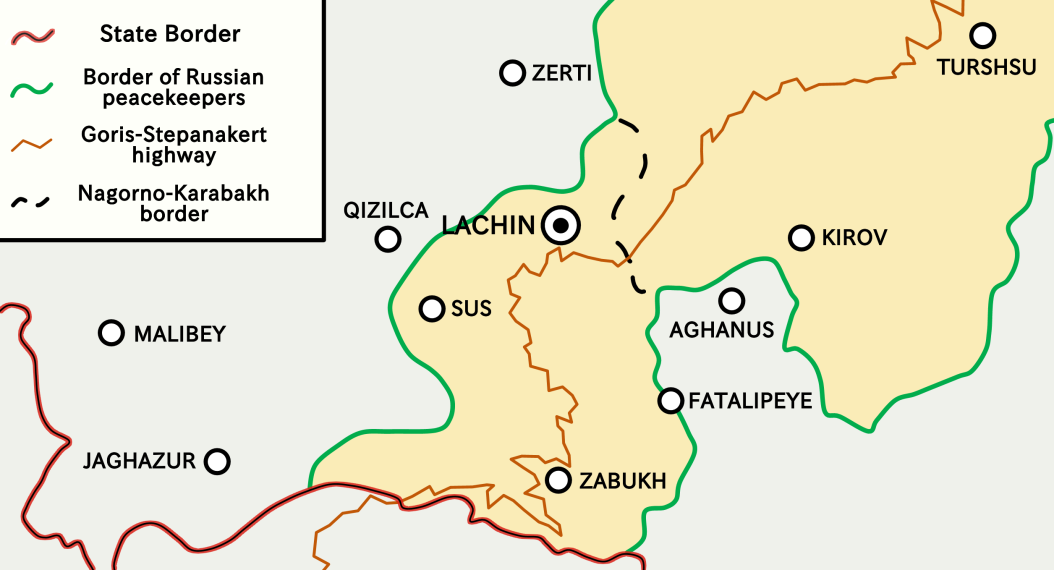
Laçıni folyosó

## Demográfia (1989)
A település lakosságának a Hegyi-karabahi háború előtti összetétele:
- azeri 61,5% (7.902)
- kurd  20,1% (2.613)
- örmény 18% (2.210)
- egyéb 0,4% (52)

### Kurdok
Az első kurd lakosok a XIX. század első felében érkeztek Kurdisztán iráni részéről. Idővel a Laçın járás többségét alkotó népességgé váltak. Az 1920-as évek elején Lenin levélbe ígérte oda a területet Narimanovnak, Azerbajdzsán külügyminiszterének: Laçın területileg tartozzon Azerbajdzsánhoz, ám ezáltal a Jerevánnak és Bakunak tett felsőbb szovjet ígéretek ellentmondásba keveredtek. A város 1923. július 7-én vált a Kurdisztán Ujezd (Vörös Kurdisztán) hat évig létező szovjet közigazgatási egység fővárosává. Ennek megszüntetésére 1929. április 9-én került sor, ami a kurd iskolák, lapok felszámolását is jelentette. Bushkapin beszámolója szerint az 1931. évi hivatalos statisztikák 3 322 kurd beszélőről (nem számítva a magukat kurdnak valló, a nyelvet nem ismerőket) szóltak. Az 1930-as évek második felében a többségében síita muszlim kurd lakosság nagy részét a szovjet hatóságok deportálták. Ennek ellenére a háború előtt még mindig létezett kurd kisebbség a városban. 
Az azeri visszafoglalás óta az örmény kisebbség jelentős része, aggódva esetleges szankcióktól és megfélemlítésektől ezen városon keresztül menekültek vissza Azerbajdzsánból Örményország területére a laçıni folyosón át, amit az azeri hatóságok orosz békefenntartók segítségével újra megnyitottak a 2022-es blokád után, a visszatelepülő lakosság számára.